# Stiltia isabella
La canastera patilarga (Stiltia isabella), también conocida como canastera partilarga, corredor del Godavari o corredora de patas largas, es una especie de ave caradriforme de la familia Glareolidae que habita Australia, la isla de Navidad, Indonesia, Timor Oriental, Malasia y Papúa Nueva Guinea.
Es una ave nómada costera mediana que se encuentra comúnmente en el interior de la Australia árida. Se reproduce principalmente del sudoeste de Queensland al norte de Victoria y por el centro de Australia hasta la región de Kimberley en Australia Occidental. La población australiana se estima en 60 000. Son una especie migratoria que generalmente se trasladan a la parte sur de su área de distribución para reproducirse durante la primavera y el verano. Durante el invierno migran hacia el norte de Australia, Nueva Guinea, Java, Célebes y el sur de Borneo para pasar el invierno. Aunque son comunes, su aparición es imprevisible y varía en ubicación.

## Descripción
La especie es una ave playera delgada de tamaño mediano con las piernas largas, alas largas y puntiagudas y un pequeño pico curvo. Tiene 19 a 24 cm de largo, una envergadura de 50 a 60 cm y un peso de 55 a 75 gramos.
Los sexos son muy parecidos, sin embargo difiere en sus crias y plumaje no reproductivo.
Su plumaje reproductivo consta de una cabeza, cuello, pecho y partes superiores con tonos marrones arenosos. Las alas son puntiagudas y negras, con una franja loral negra. El mentón y la garganta son blanquecinos y el pecho es de un marrón arenoso. El pico es rojizo brillante con una base negra y el iris es marrón oscuro. Las piernas y los pies son de color gris a negro.
El plumaje no reproductivo no es muy conocido porque también hay efectos de la variación estacional e individual. La franja loral es más débil en el plumaje nupcial y la base del pico es más pálida. Las partes superiores son de color gris-marrón con franjas bufas arenosas. En ocasiones, hay manchas oscuras en los bordes de la garganta pálida.
El plumaje de los jóvenes es similar a un adulto no reproductivo, pero de un color marrón arenoso ligeramente más pálido. Las bridas carecen de color negro, y la frente, píleo y nuca son rayados de marrón oscuro. El pico es gris-negro con una base rojiza tenue.
Durante el vuelo, la parte superior del cuerpo y el ala interior son de color marrón arena con negro en el exterior de las alas. La cola tiene un filo cuadrado y las coberteras superiores y los lados de la son blanquecinos.
La canastera patilarga es ligeramente más delgada y pequeña en tamaño, con piernas más largas que la canastera oriental (Glareola maldivarum). El plumaje de los jóvenes es desgastado y las aves no reproductivas también podrían confundirse con la canastera oriental.

## Taxonomía
La canastera patilarga pertenece a la familia Glareolidae. Solo existe una otra especie miembro de la familia Glareolidae, la canastera oriental. La especie tiene una alta singularidad taxonómica, ya que es la única especie que pertenece al género Stiltia dentro de la familia Glareolidae.

## Hábitat y distribución
La especie habita ambientes sin árboles, abiertos y llanuras boscosas dispersas y praderas. La mayor parte de estas áreas son, por lo general, zonas áridas y semiáridas. También se encuentran en los márgenes de humedales, arroyos, cauces de ríos, drenajes, lagunas, manantiales y granjas de aguas residuales. Durante la temporada de reproducción necesitan matorrales dispersos que los polluelos utilizan para esconderse y refugiarse.